# Французское искусство

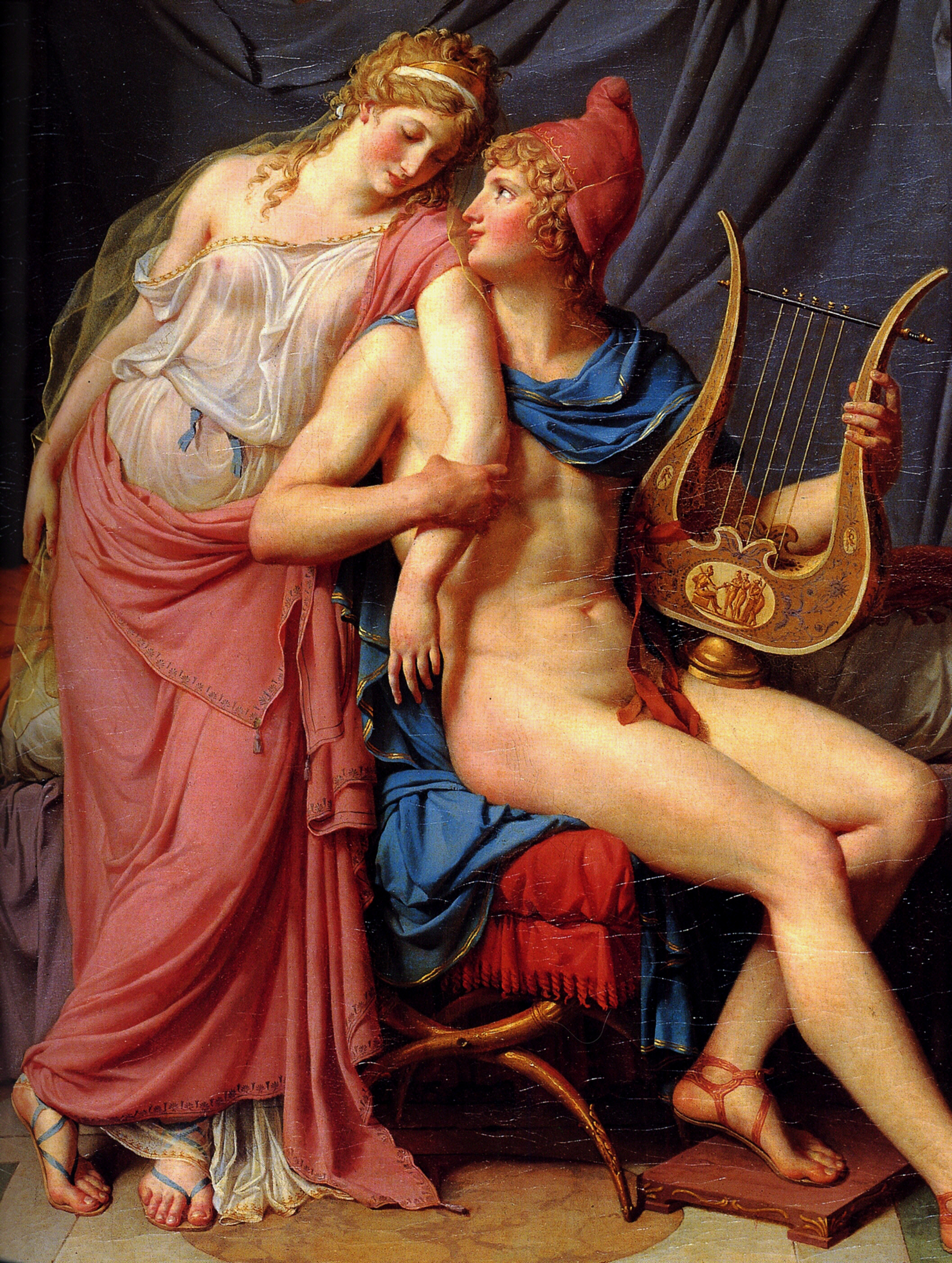
Жак-Луи Давид. «Парис и Елена», 1788

Французское искусство — визуальные и изящные искусства населения Франции.

## Периодизация
«Королевские стили»:
1. Стиль Людовика IX Святого (1226—1270) — «высокий стиль» французской готики
2. Парижская школа — XIV век, эпоха короля Карла IV Красивого.
3. Стиль Карла V Мудрого (правил в 1364—1380 гг.) (фр. Le style de Charles V) — расцвет французской высокой готики. Меценат-король перестроил Лувр, чтобы разместить там свою библиотеку в тысячу томов, включая античных авторов, приглашал живописцев и скульпторов, коллекционировал шпалеры, посуду, ювелирные изделия. Также его меценатами были его братья герцог Филипп Бургундский и герцог Жан Беррийский. При парижском дворе формировалась оригинальная школа книжной миниатюры (Жан Пюселль, Андре Боневё, Жакмар де Эсден).
4. Стиль Карла VII (фр. Le style de Charles VII; правил в 1422—1461) — стиль поздней пламенеющей французской готики, период французского проторенессанса. К этому времени относятся произведения архитектуры, в которых проявились новые черты ренессансного мышления — здание госпиталя в Бонэ, постройки в Бурже.
5. Стиль Людовика XI (1461—1483) — французский проторенессанс, является переходным между стилями Карла VII и Карла VIII.
6. Стиль Карла VIII (фр. Le style de Charles VIII; правил в 1483—1498) — переходный историко-региональный стиль от поздней французской «пламенеющей готики» к искусству эпохи французского Ренессанса, связанный с тем, что после Итальянских войн король вернулся под впечатлением от итальянского искусства. Он привез в свой замок Амбуаз 22 итальянских мастера, чтобы оформить новые интерьеры и парк регулярного стиля «на итальянский манер». В замке Амбуаз были размещены коллекции итальянских ковров, мебели, картин. Это оказало значительное влияние на развитие французского придворного искусства. В архитектуре того времени новые ренессансные мотивы декора «накладывались» на традиционные формы средневековых зданий и эклектически перемежались с элементами «пламенеющей готики».
7. Стиль Людовика XII (1498—1515) — начало французского Ренессанса, с элементами уходящего пламенеющего стиля. Итальянские войны способствовали проникновению во Францию мотивов итальянской классики, ордера, которые здесь причудливо причудливо соединялись с готической строительной конструкцией и средневековой, замковой планировкой дворцов.
8. Стиль Франциска I (1515—1547) — расцвет французского Ренессанса, школа Фонтенбло.
9. Стиль Генриха II (фр. Le style Henri II; правил в 1547—1559) — стиль зрелого французского Ренессанса. При короле и его супруге Екатерине Медичи в страну прибывают художники итальянского возрождение, происходит возрождение национального искусства с опорой на методы итальянцев. Замок Анэ для фаворитки Дианы де Пуатье (1542—1552, арх. Ф.Делорм, интерьеры — скульптор Жан Гужон и итальянский художник Франческо Приматиччо, над входом был рельеф «Нимфа Фонтенбло» работы Бенвенуто Челлини, теперь в Лувре); западный фасад Лувра в Париже, замыкающий Квадратный двор (1546—1555; архитектор П. Леско и скульптор Ж. Гужон); «Фонтан Невинных», павильон, украшенный рельефами с изображениями нимф, тритонов и наяд (1547—1550, Ж. Гужон по проекту П. Леско); Шведский зал Лувра с кариатидами (Ж. Гужон); строительство резиденции в Фонтенбло под руководством Приматиччо, созединяя готику, маньеризм и формируя французский классицизм. Живописцы — Франсуа Клуэ Младший, Л.Лимозен; французская керамика Сен-Поршера, называвшаяся также «фаянсами Генриха II»; Бернар Палисси.
10. Стиль Карла IX (фр. Le style de Charles IX; правил в 1560—1574) — стиль позднего французского Ренессанса. 10-летнее правление короля проходило под эгидой его матери-итальянки Екатерины Медичи, поэтому влияние итальянской культуры было весьма значительным. Для королевы-матери архитектор Ф. Делорм построил напротив Лувра дворец Тюильри, причем королева сама принимала участие в проектировании. В годы правления Карла IX был завершен «Квадратный Двор» Лувра (Cour Carree), наиболее старая из сохранившихся частей нынешнего ансамбля.
11. Стиль Генриха IV (фр. Le style Henri IV; правил в 1589—1610) — стиль позднего французского Ренессанса. Искусство развивалось благодаря Нантскому эдикту о свободе вероисповедания (1598) и основанию торговой Ост-Индской компании (1604). Основное течение — Вторая школа Фонтенбло, формировавшаяся под воздействием французского барокко. В дальнейшем искусство Франции развивалось под воздействием маньеристических и барочных тенденций.
12. Стиль Людовика XIII (1610—1643) — поздний Ренессанс с элементами маньеризма и барокко, переходный период от позднего Ренессанса к Большому стилю. Завершено строительство Лувра и охотничьего замка в Версале в позднеготическом стиле с ренессансным декором.
13. Большой стиль (фр. Grand maniere, Le style Louis Quatorze, Луи Каторз) — стиль эпохи правления Людовика XIV (1643—1715), соединявший элементы классицизма и барокко.
14. Стиль Людовика XV (1715—1774) — рококо
  1. Регентство (фр. Régence; 1700—1730)
15. Стиль Людовика XVI (фр., фр. Louis Seize, Луи Сез; 1774—1792) — неоклассицизм.

Революция:
1. Стиль Директории (фр. Le Style de Directoire, лат. Directorium; 1795—1799) — промежуточный перед ампиром; является продолжением неоклассицизма, только более строгим, суровым и аскетичным. Смута в стране не способствовала созданию Большого стиля, а умеренность и простота классицизма эпохи Просвещения принимают нормативный характер. Белые и серые стены, чистые плоскости с нейтральными цветами с линейным обрамлением сочетаются с орнаментом древнего Рима.
2. Стиль Консульства (1799—1804)

XIX век:
1. Ампир (1804—1821/30)
2. Людовика XVIII (1814—1824), Карла X (1824—1830), Луи Филиппа (1830—1848)
  1. Стиль Карла X (фр. Le style de Charles X; правил в 1824—1830) — стиль реставрации Бурбонов, «второе рококо».
3. «Второй ампир», неоренессанс, необарокко (1852—1870) — стиль правления Наполеона III в рамках эклектизма — воскрешение стиля Людовика XVI с элементами ампира, архитектуры итальянского Возрождения и барокко
  1. Бозар (beaux-arts)

## Архитектура

### Храмы
В середине XII века средневековое искусство в стиле французского города.
Сердцем ансамблей, которые росли вокруг главной площади, были соборы. Великие средневековые узкие улочки, дома и мысли, которые были построены в истории.
Первым храмом, построенным в готическом стиле, было аббатство Сен-Дени - гробница королей Франции. Мастерская в раннем готическом святилище в Лане и церкви Сен-Жюльен в Ле-Мане, в 1163 году была построена база Нотр-Дам-де-Пари в здании на руинах древнего храма Дианы. Выбор областей с особой энергетической энергией ознаменовал победу над Богом над языческими идолами, утонувшими в забвении.
Архитектура - красота и сложность.
Все готические церкви Франции представляют собой 3-5 неживых базилик, оснащенных трансептом - поперечным нефом и полукруглой деамбулаторной (обходной) с прилегающей короной часовен. Сложная каркасная структура характеризуется вертикальными башнями и сводом, динамическими скульптурами и яркими витринами для религиозных и бытовых предметов.

## Самые красивые готические соборы Франции
Реймсский собор
Возник еще в конце V века. Был официальным местом коронации многих монархов Франции с XI по XIX вв. В XIII веке собор был сильно разрушен в результате пожара, но заново построен в XIV веке.
Самые древние художественные памятники Франции относятся к галльско-римскому периоду. От этого времени дошло до нас в ней несколько остатков религиозных сооружений, из которых лучше всего сохранился коринфского стиля храм в Ниме, известный под названием «Квадратный дом» (Maison carrée).
Как и все страны, получившие христианство из Рима, Галлия заимствовала тип первых церквей от Италии, где и из здания судебного трибунала образовалась древнехристианская базилика. В эпоху вторжения франков в Галлию существовало там много базилик, но ни одна из них не уцелела.
Собор Нотр-Дам
Легендарный собор был построен в XIV веке, когда возникли королевские объединения. Во время Французской революции был нанесен ущерб, и многие статуи пострадали.
Шартрский собор
Он был создан в XIII веке в провинции Шартр на месте древнего святилища кельтов. В соборе можно увидеть плащаницу Девы Марии, огромный лабиринт на полу и необычные витражи с голубыми тонами.

### Сооружения военного и гражданского характера
Кроме храмовых памятников, в истории французской архитектуры важное место занимают сооружения военного и гражданского характера. Римляне перенесли в Галлию, как и во все завоеванные ими страны, типы общественных зданий различного рода.
От гражданских построек римской эпохи во Франции сохранились довольно многочисленные остатки, например огромных городских ворот времен Августа, Porte de France в Ниме и Porte de St-André в Отене, триумфальных арок в Оранже и Карпантра, акведуков близ Нима (знаменитый Pont du Grand), Лиона и Меца, театров в Оранже и Вьенне, амфитеатров в Арле, Ниме и Сенте, терм императора Юлиана в Париже и т. д.

## Скульптура
Произведения кельтской скульптуры исчезли во Франции почти бесследно. Алтари, цисты, саркофаги и т. п. отличаются ремесленностью исполнения, которое в изваяниях франкского периода доходит до дикого уродства.
Французский Ренессанс - это художественное и культурное движение, расположенное во Франции в период с конца 15 века до начала 17 века. После начала движения в Италии и его распространения в других европейских странах.
Для скульптуры Франсуа Йер специально приобрел услуги Бенвенуто Челлини, чье искусство оказало влияние на всю французскую скульптуру 16-го века. Жан Гаджон и Жермен Пил.
Во втором поколении 16-го века стиль маньеризма преобладал, несмотря на сильную тенденцию к расширению: общая и медицинская помощь Рене де Бираге Жермену Пилону, «драматическая интенсивность которого иногда напоминает Микеланджело и провозглашает стиль барокко».
Правильная семья (или ди Джусто ди Бетти)
Династия скульпторов из региона Сан-Мартино-Менсола, недалеко от Флоренции, три брата Хусто ди Бетти эмигрировали во Францию в 1504 году после вмешательства Людовика XII в Иту. В результате они оказались натурализованными в 1513 году под французским названием «Перед тем как стать скульптором короля».

## Музыка
В разных регионах Франции музыкальные направления, как и культура, совершенно разные. Франция, музыка которой мы знаем сейчас, заимствовала звуки у европейских соседей, в основном из Италии и Германии, а также из некоторых африканских стран. В результате многочисленных недоразумений появился уникальный звук французской музыки, который так ласкает уши настоящих ценителей.
Французская музыка - это хип-хоп, поп, джаз, фолк, рок, электронная музыка и многое другое. Но Франция известна в основном своим шансоном, она считается во Франции национальным жанром. Особый ритм французского языка, вибрирующий звук голоса в лирических произведениях придают песням Франции особый шарм. Самые известные исполнители французской музыки всех времен: Эдит Пиаф, Мирей Матье, Патрисия Каас, Джо Дассен, Милен Фармер и другие. Голоса этих людей по всему миру представляют музыку Франции.

## Живопись
Франция подарила миру много ярких оригинальных художников. И это не только импрессионисты, которые поколебали многовековые традиции. Страна соседствует с колыбелью живописи - прекрасной Италией. Поэтому неудивительно, что Ренессанс оказал большое влияние на творческих людей. Но национальная оригинальная школа не сформировалась; Франция не может похвастаться мастерами, превосходящими по таланту знаменитых Леонардо да Винчи или Караваджо. Уроженцы этой солнечной страны внесли свой вклад в мировое искусство в другое время.
Бартелеми Эйк
Бартелеми д'Эйк (Barthelemi d'Eyck), чьи работы принадлежали авиньонской школе, известен как придворный живописец французского короля Рене Гуда. Интересно, что Бартелеми д'Эик никогда не ставил свою подпись на созданных полотнах. Это было доказательство безоговорочно. Самые интересные работы: «Распятие», «Святое семейство».Бартелеми д’Эйка называют самым ярким представителем провансальского искусства XV века.
Эдуард Мане
Художник прославился как один из главных вдохновителей импрессионизма. Именно благодаря этой тенденции в живописи Франция пробилась на трибуну модного искусства, опередив своего вечного конкурента - Италию. Сам Эдуард Мане не считал себя мятежником и не претендовал на лидерство среди молодых французских художников, бросивших вызов буржуазным вкусам. Фрондери не был характерен для его характера. Мечтал об официальном признании. И это пришло, но это заняло почти всю его жизнь.
Огюст Ренуар
Импрессионизм называют самым радостным направлением в живописи. А самым позитивным и ярким художником той эпохи был Ренуар (Pierre-Auguste Renoir). В его работах негатив полностью отсутствует. Он даже отказался использовать черную краску. Проповедовал легкое, беззаботное отношение к жизни. Он мог различить прекрасное в банальном и привычном.
О кельтской живописи нам ровно ничего неизвестно, а от галльско-римского периода во Франции дошли до нас только кое-какие фрагменты мозаик. Равным образом и от живописи времен франкийской монархии не сохранилось ничего, кроме миниатюр в тогдашних рукописях. Вообще, из всех отраслей искусства средневековой Франции, живопись — самая бедная количеством сохранившихся памятников.